# جيري تايهوتو
جيري تايهوتو (بالهولندية: Jerry Taihuttu)‏ هو لاعب كرة قدم هولندي في مركز الهجوم، ولد في 29 يناير 1970 في فينلو في هولندا. لعب مع إف سي آيندهوفن وتوب أوس وفورتونا سيتارد وفي في في فينلو وهيلموند سبورت.